# La Pernía
La Pernía – gmina w Hiszpanii, w prowincji Palencia, w Kastylii i León, o powierzchni 165,67 km². W 2011 roku gmina liczyła 373 mieszkańców.